# Японская чёрная кошачья акула
Японская чёрная кошачья акула (лат. Apristurus japnicus) — один из видов рода чёрных кошачьих акул (Apristurus), семейство кошачьих акул (Scyliorhinidae).

## Ареал
Это глубоководный вид, обитающий в северо-западной части Тихого океана у берегов Японии от префектуры Фукусима до Чиба на глубине 600—800 м.

## Описание
Накайя и Сато в 1999 году разделили род Apristurus на три группы: longicephalus (2 вида), brunneus (20 видов) и spongiceps (10 видов). Apristurus investigatoris принадлежит к группе brunneus, для представителей которой характерны следующие черты: короткое, широкое рыло, от 13 до 22 спиральных кишечных клапанов, верхняя губная борозда существенно длиннее нижней борозды; прерывистый надглазничный сенсорный канал.

## Биология
Половая зрелость наступает у самцов при достижении длины 51 см, а у самок 55 см. Максимальный зафиксированный размер 57 см. Размножается, откладывая яйца, заключенные в твёрдую капсулу.

## Взаимодействие с человеком
Попадает в качестве прилова в глубоководные сети, мясо этих акул употребляют в пищу, также из него делают рыбную муку. МСОП присвоил виду статус LC.